# پنکورت، کبک
پنکورت (به فرانسوی: Pincourt) شهرکی در منطقه شهری وودروی-سولانژ ناحیه مونترژی در استان کبک کانادا است. در سرشماری سال ۲۰۱۱ این شهرک ۱۰٬۹۶۰ نفر جمعیت داشته‌است و مساحت آن ۸٫۳۶ کیلومتر مربع است.